# Regionalversammlung des Verbands Region Stuttgart
Die Regionalversammlung des Verbands Region Stuttgart (oft auch nur kurz: Regionalversammlung) ist das „Parlament“ des Verbands Region Stuttgart. Die Regionalversammlung wird seit 1994 von den Wahlberechtigten der Region Stuttgart auf fünf Jahre direkt gewählt. Vorausgegangen war die Verabschiedung des Gesetzes über die Errichtung des Verbands Region Stuttgart vom 7. Februar 1994 durch den Landtag von Baden-Württemberg. Mit diesem Gesetz wurde der zum 1. Januar 1973 eingerichtete Regionalverband Mittlerer Neckar (seit 1992 Regionalverband Stuttgart) in den Verband Region Stuttgart überführt.

## Strukturen
Die Regionalversammlung hat mindestens 80 und durch Ausgleichsmandate seit der Wahl am 9. Juni 2024 insgesamt 92 Mitglieder. Sie wählt in ihrer konstituierenden Sitzung aus ihrer Mitte den auf fünf Jahre ehrenamtlich tätigen Verbandsvorsitzenden des Verbands. Der Verbandsvorsitzende leitet die Sitzungen der Regionalversammlung und ihrer Ausschüsse. Seit dem 18. September 2024 ist dies Rainer Wieland (CDU).
Derzeit hat die Regionalversammlung drei Ausschüsse gebildet:
- Planungsausschuss
- Verkehrsausschuss
- Ausschuss für Wirtschaft, Infrastruktur und Verwaltung

Die Regionalversammlung wählt ferner den hauptamtlichen Regionaldirektor, der den Verband vertritt und die Verwaltung der Region leitet. Regionaldirektor ist nach § 17 des Gesetzes über die Region Stuttgart ein offizieller rechtlicher Begriff und seit 1994 die Bezeichnung für den Verbandsdirektor des Verbands Region Stuttgart. Er wird von der Regionalversammlung für die Dauer von acht Jahren gewählt und ist Beamter auf Zeit. Von der Gründung des Verbands bis 2008 war dies der Jurist Bernd Steinacher, der zum ersten Mal am 30. November 1994 gewählt und am 23. Oktober 2002 wiedergewählt wurde. Nach seinem Tod am 25. September 2008 wurde am 23. März 2009 Jeannette Wopperer von der Regionalversammlung des VRS als Regionaldirektorin gewählt. Sie war im Amt von 15. Juni 2009 bis 1. Juli 2013. Am 4. Dezember 2013 wurde Nicola Schelling als Regionaldirektorin gewählt. Sie trat ihr Amt am 19. März 2014 an. Ihr folgte im März 2022 Alexander Lahl nach.

## Wahlen zur Regionalversammlung
- Linke 3 + Piraten 1 + SÖS 1: 5
- Grüne: 16
- SPD: 10
- FW: 14
- FDP: 5
- CDU 27 + ÖDP 2: 29
- AfD: 13

- Linke: 4
- Grüne: 22
- Piraten: 2
- ÖDP: 1
- SPD: 11
- FW: 12
- FDP: 7
- CDU: 21
- AfD: 7
- Sonst.: 1

Die letzte Wahl zur Regionalversammlung fand am 9. Juni 2024 statt. Jeder Wähler hatte eine Stimme. Der 9. Juni 2024 war auch der Tag der Europawahl und der Kommunalwahlen in Baden-Württemberg (Gemeinden und Landkreise).
Zur Wahl für die Regionalversammlung standen folgende 13 Parteien und Gruppierungen: CDU, SPD, GRÜNE, FW, FDP, Die Linke, AfD, ÖDP, Piraten, SÖS, Klimaliste, Vielfalt, dieBasis
Die Anzahl der Mitglieder der Regionalversammlung in den einzelnen Wahlkreisen wird durch die Einwohnerzahl der Wahlkreise bestimmt. In der Wahlperiode von 2019-2024 Von den 88 Mitgliedern (ohne Ausgleichsmandate: 80) entfielen auf die Landeshauptstadt Stuttgart 20 (18) Sitze, auf den Landkreis Esslingen 18 (16), auf den Landkreis Ludwigsburg 20 (16), auf den Rems-Murr-Kreis 12, auf den Landkreis Böblingen 11 und auf den Landkreis Göppingen 7 Sitze.
Termine und Ergebnisse vorausgehender Wahlen:
- 12. Juni 1994, Ergebnisse siehe Quelle[3]
- 24. Oktober 1999, Ergebnis siehe Quelle[4]
- 13. Juni 2004, Ergebnis siehe Quelle[5]
- 7. Juni 2009, Ergebnis siehe Quelle[6]
- 25. Mai 2014, Ergebnis siehe Quelle[7]
- 26. Mai 2019, Ergebnis siehe Quelle[8]